# Neb
Neb je jedna od glavnih rijeka na otoku Man. Izvire u brdima Michael hills, teče JZ kroz Glen Helen (gdje prima pritoku Blaber) do St John'sa, gdje prima glavnu pritoku, rijeku Foxdale, a zatim teče SZ do Irskog mora u gradu od Peela na zapadnoj obali. U rijeci se u jesen obilno lovi pastrva.
Ušće rijeke bilo je prvo poznato mjesto ljudskog naseljavanja otoka, koje datira prije 9000 godina.